# Puula
Puula (ou Puulavesi) é o maior lago na área do rio Kymi, na Finlândia, nos municípios finlandeses de Hirvensalmi, de Kangasniemi e de Mikkeli. Puula está a 94,7 metros acima do nível do mar, a área do lago é de 331 km², onde tem 60 metros de profundidade máxima, localizado próximo de Porttisalmi em Simpiänselkä, que é o maior espaço aberto para o lago.